# Костёл Пресвятой Троицы (Вильнюс)
Костёл Пресвято́й Тро́ицы, Тринопольский костёл — римско-католический неприходской храм во имя Пресвятой Троицы и бывший монастырь тринитариев в Вильнюсе, памятник архитектуры и истории. Располагается в северной части города в Вяркяй, на правом берегу реки Вилии (Нярис), неподалёку от устья Цедрона (Балтупис) в Вяркяйском региональном парке, в южной части Калварийского парка. Адрес: улица Вяркю, 70 (Verkių g. 70). Костёл является охраняемым государством объектом культурного наследия национального значения; код в Реестре культурных ценностей Литовской Республики 1112.

## История
Первоначально деревянный костёл и монастырские здания были построены в начале XVIII века, когда в этой местности при епископе Константине Бжостовском обосновались монахи тринитарии (откуда название местности — Тринополь «Город тринитариев»). Храм возводился в 1695—1709 годах, архитектором был, как предполагается, Петро Путини; по другим сведениям, епископ Константин Бжостовский основал храм и монастырь в 1703 году.
В 1710 году деревянные здания сгорели, после чего были выстроены каменные здания, позднее неоднократно перестраивавшиеся. В 1715—1722 годах были достроены верхние ярусы двух башен костёла. В 1750—1760 годах костёл приобрел черты позднего барокко. Скорее всего в это время были сооружены несохранившиеся алтари в силе рококо. При нашествии Наполеона в 1812 году в монастыре располагался французский военный госпиталь.
После восстания 1831 года монастырь был в 1832 году (или 1834)  упразднён, костёл был закрыт. По ходатайству православного митрополита Иосифа (Семашко) монастырские постройки и здание храма были переданы в 1846 году Свято-Духову монастырю и архиерейскому дому. Здесь была устроена летняя резиденция митрополита. Костёл в 1849 году был переоборудован в церковь во имя Святого Иосифа Обручника. Иконостас для церкви был изготовлен академиком И. Ф. Хруцким. Монастырские постройки были отремонтированы, на территории бывшего монастыря был разбит фруктовый сад.

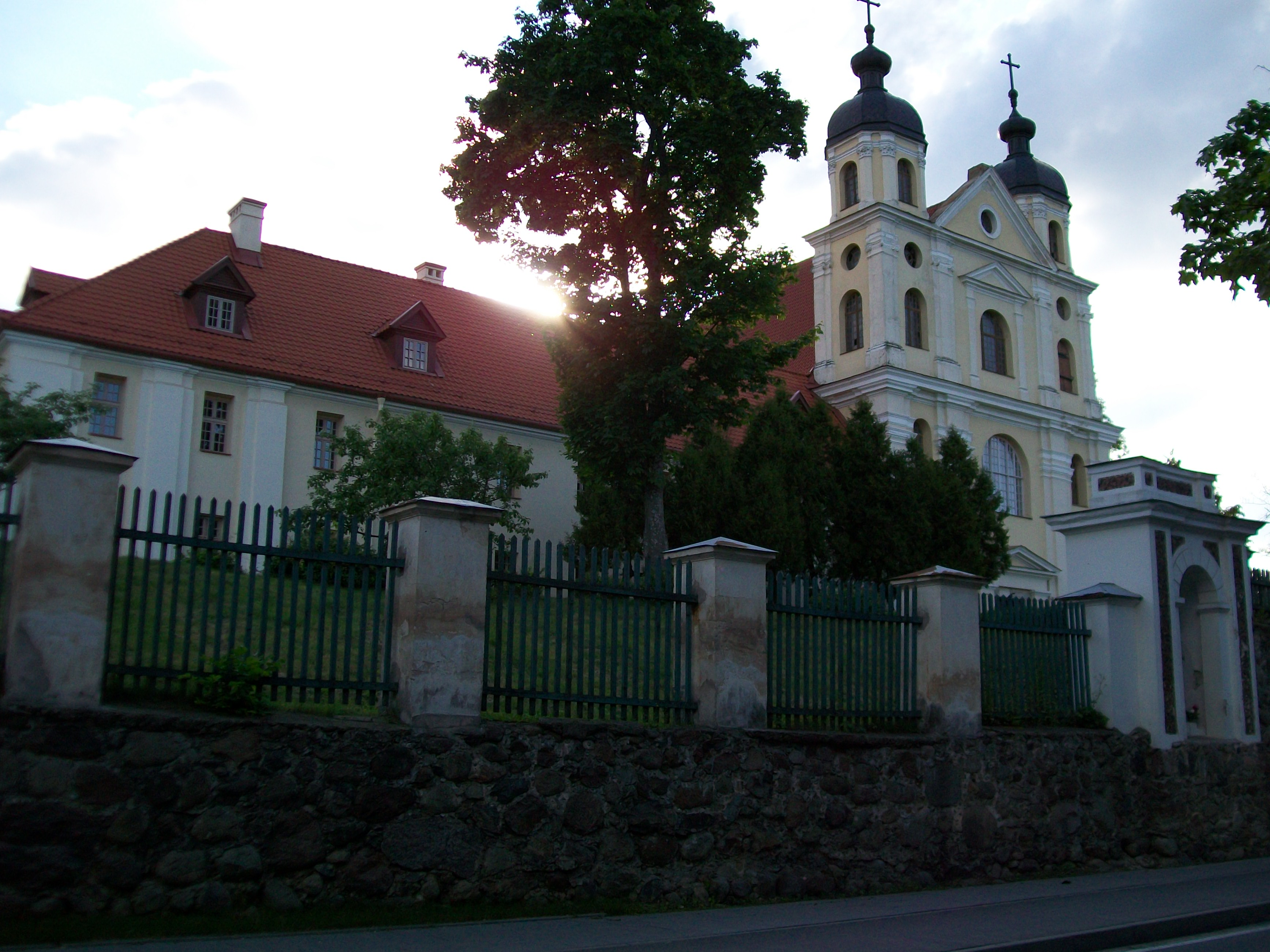
Костёл и монастырь тринитариев

Здесь же было устроено небольшое православное кладбище. Запущенная каменная часовня неподалёку от архиерейской дачи по распоряжению митрополита была обращена в кладбищенскую церковь во имя Успения Пресвятой Богородицы, освящённую в 1851 году.
В 1917 году (по другим сведениям в 1918 году) храм был возвращён католикам. В монастыре расположился приют для сирот и действовала литовская школа. В 1926 году в монастыре была устроена летняя резиденция католического архиепископа. После Второй мировой войны костёл и монастырь были в 1948 году закрыты и национализированы. Сначала здесь расположилась больница, позднее c 1959 года действовала туристическая база.
В 1992 году монастырский ансамбль был возвращён католикам. После реставрации в монастырских зданиях поместился новициат и центр реколлекции Вильнюсского архиепископата, для нужд которых используется заново освящённый в 1997 году храм.

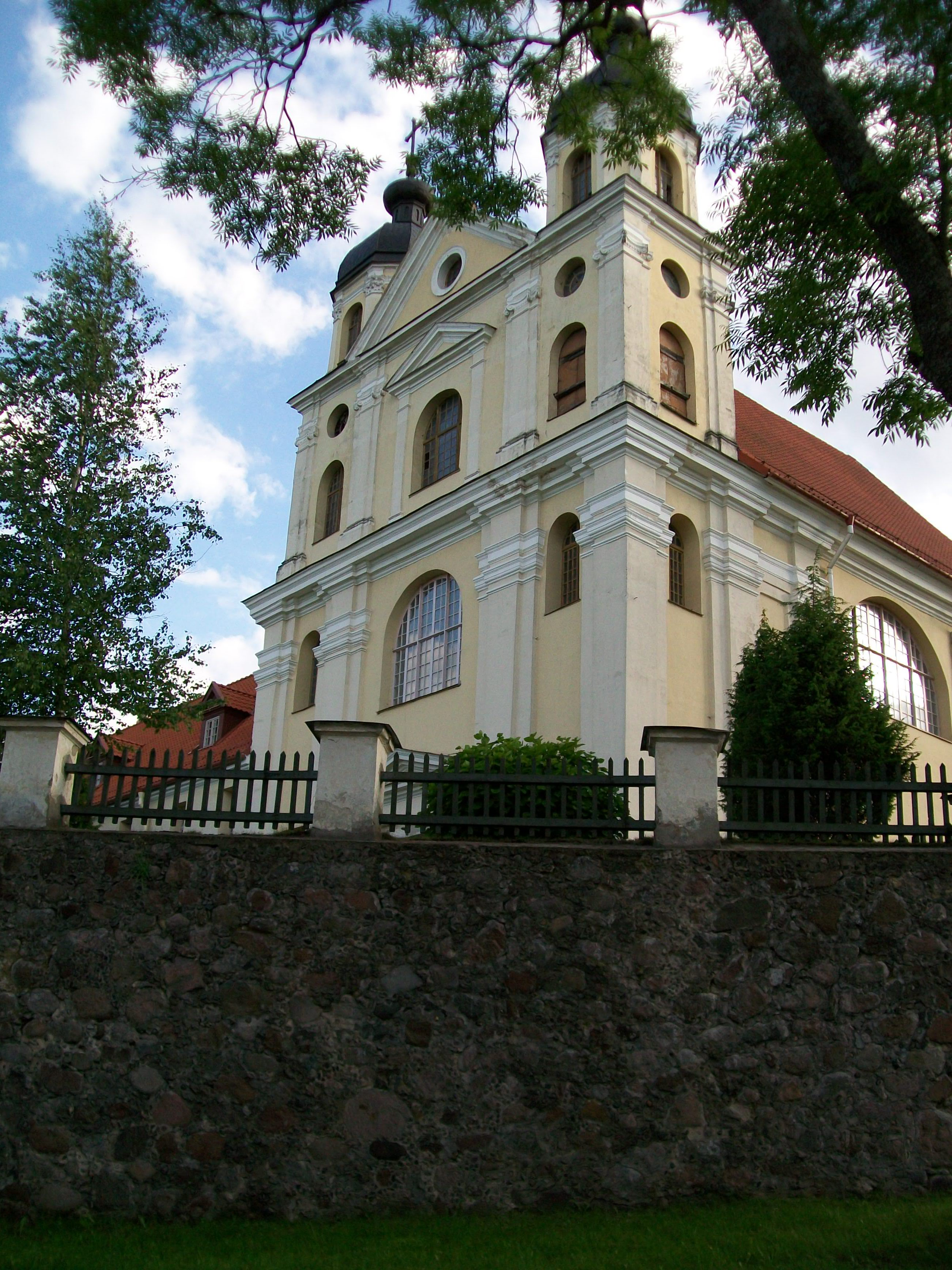
Тринопольский костёл

## Архитектура и убранство
Костёл двухбашенный и однонефный, в стиле позднего барокко, с оригинальным планом креста, вписанного в прямоугольник. Храм богат архитектурными формами и оригинальными пространственными решениями. Два яруса главного фасада образуют единую композицию, а выше поднимаются две башни и треугольный фронтон между ними. Плоскость фасада членится пилястрами и карнизами.
Прежнее внутреннее убранство сначала костёла, затем церкви уничтожено. Интерьер украшен деревянной скульптурой в стиле барокко с фасада костёла Святой Екатерины.